# Upper Manhattan
Upper Manhattan is een noordelijk gelegen regio van de borough Manhattan van New York. De zuidelijke grens ligt ergens tussen de 59th Street en 155th Street. De meest geaccepteerde zuidelijke grens is 96th Street. In dit aldus gedefinieerde deel van Manhattan liggen de wijken Marble Hill, Inwood, Washington Heights, Harlem en delen van de Upper West Side.
Net zoals andere woonwijken kan Upper Manhattan beschouwd worden als het niet-toeristische deel van Manhattan, alhoewel er wel een aantal toeristische attracties aanwezig zijn, zoals The Cloisters, wat een vestiging is van het Metropolitan Museum. Tot laat in de 20e eeuw was dit deel minder beïnvloed door de gentrification, die wel in andere delen van New York plaatsvond in de dertig jaren daarvoor.

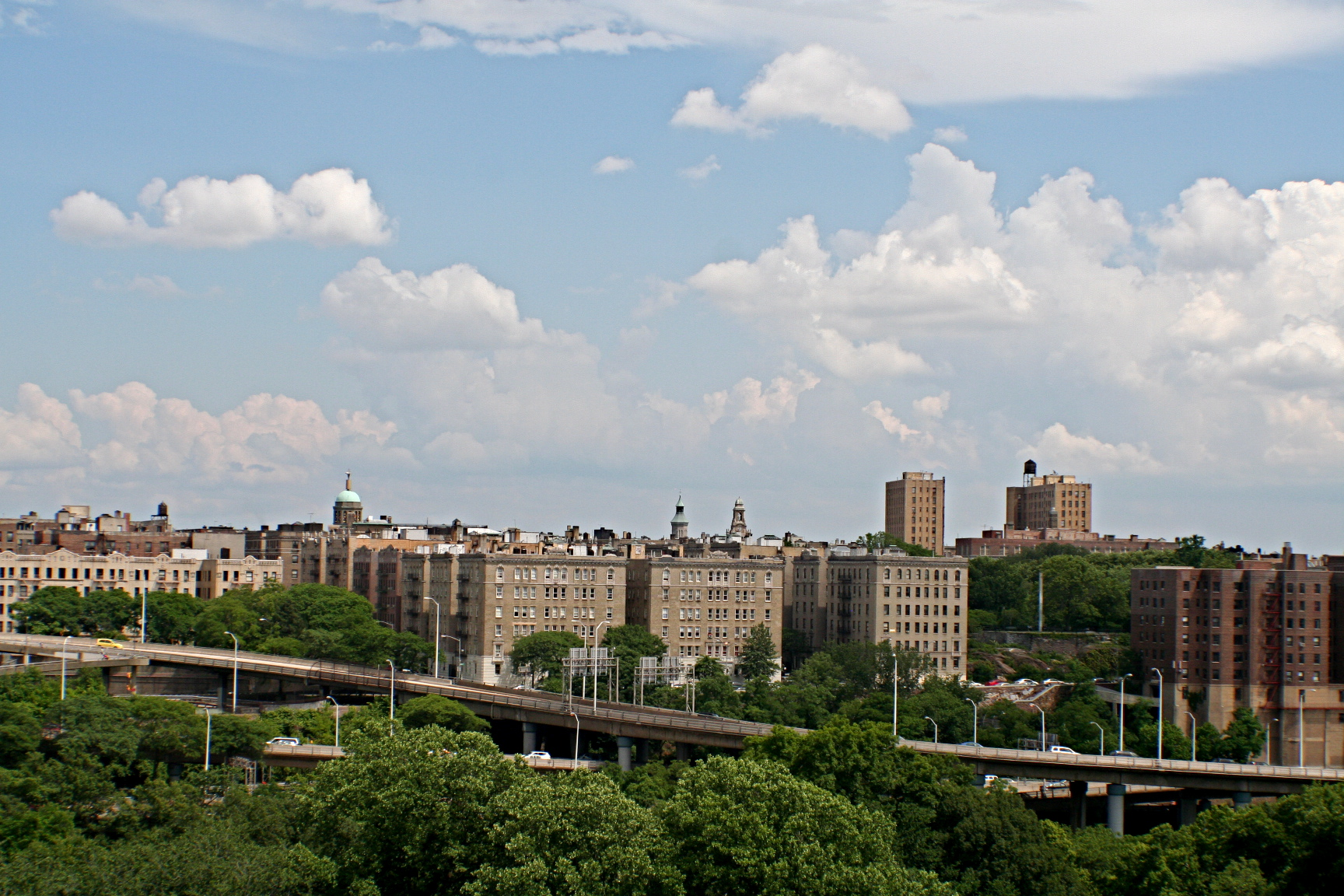
De wijk Washington Heights in Upper Manhattan